# Henri Mondor
Henri Mondor (ur. 20 maja 1885 w Saint-Cernin, zm. 6 kwietnia 1962 w Neuilly-sur-Seine) – francuski lekarz, chirurg, historyk francuskiej literatury
 i medycyny. Profesor chirurgii klinicznej w Paryżu, sekretarz National de l'Académie de Chirurgie, członek Académie nationale de médecine (od 1945), Académie française (od 1946) i Académie des sciences (od 1961). Jako chirurg zajmował się głównie diagnostyką przypadków nagłych, a także rakiem odbytnicy. Opisał zapalenie żył powierzchownych klatki piersiowej, nazwane na jego cześć chorobą Mondora.